# Descensor

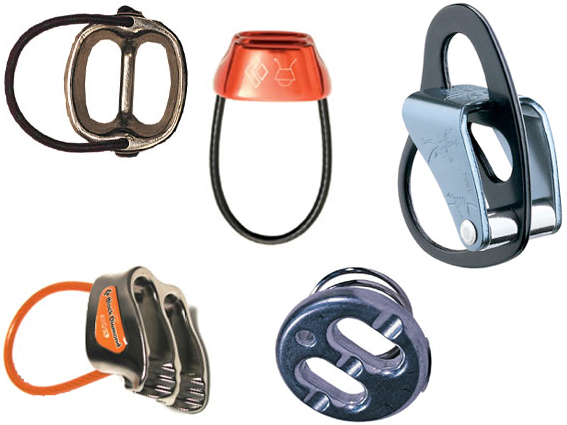
Diversos tipus de descensor homologats, específics per a diferents modalitats d'escalada.

El descensor o dispositiu d'assegurament és una peça de seguretat pròpia dels esports de muntanya tals com l'escalada o el ràpel i també en operacions de rescat. Es tracta d’un giny, habitualment de metall, que protegeix de les caigudes i que actua gràcies al principi de les forces de fricció. Forma part del conjunt de sistemes d'assegurament, amb peces com el talabard, els piolets o els mosquetons, que contribueixen a la prevenció de riscos en aquest conjunt de disciplines esportives.
La Federació Internacional d’Escalada Esportiva (IFSC) i la Unió Internacional d’Associacions d’Alpinisme (UIAA) actuen com a organismes d’homologació dels diversos dispositius d’assegurament. No obstant això, atès que no hi ha cap estàndard unificat internacional d’aquest objecte ni per a l'escalada en glaç ni per a l'escalada en roca, l’eficiència d’aquests dispositius per a cada situació rau en el seu coeficient de frenada. Aquest paràmetre és la ràtio entre les tensions que pateix la corda als extrems tens i lax en el mateix descensor.
A grans trets, n'hi ha dos tipus: els descensors passius i els que tenen bloqueig automàtic. De passius, en destaca el model ATC (de l'anglès Air Traffic Controller; que n'era inicialment el nom comercial, però normalitzat i popularitzat posteriorment en el sector), amb aspecte tubular, un preu baix i que permet també el descens amb dues cordes. El vuit n'és un altre habitual i clàssic. Tanmateix, els descensors amb bloqueig automàtic són el grup més recomanat per a la pràctica esportiva.